# Лагарфльотски червей
Лагарфльотският червей  (Lagarfljotsormurinn, Lagarfljót worm) е исландски криптид, обитаващ езерото Лагарфльот (Lagarfljót). Първите наблюдения са записани от 1345 година, но не е могло да се изследва добре това предполагаемо същество, поради неблагоприятните исландски условия.

## Описание
Очевидците описват червея като същество дълго около 100 м и имащо огромни челюсти. Според тях то може да живее и във водата и на сушата, тъй като е наблюдавано да влиза във водните басейни от брега им.